# Jules Mallarte
Jules Mallarte, né le 3 août 1893 à Condrieu (Rhône) et mort le 4 décembre 1946 à Neuilly-sur-Marne (Seine, Val-de-Marne), est un responsable socialiste français.

## Biographie
Mallarte est né dans une famille ouvrière à Condrieu (Rhône) le 3 août 1893 et a suivi sa scolarité à l'école laïque. Il se marie le 12 juillet 1913 avec Marie-Louis Garin (1893-1938). Appelé sous les drapeaux quelques mois plus tard en 1913, il participe à la Première Guerre mondiale et en ressort mutilé. Installé à Paris, où il travaille comme employé, il s'engage dans l'action politique au sein du parti socialiste SFIO.
En 1930, il est un des créateurs, et le principal animateur, avec Louis Alleaume, de la tendance Action Socialiste,, qui se situe à l'extrême gauche du parti et défend notamment l'unité avec les communistes.
Membre de la commission des conflits de la SFIO de 1931 à 1933, il est cependant exclu du parti en 1933 pour sa participation au mouvement Amsterdam-Pleyel : il est en effet depuis l'année précédente membre du secrétariat du Comité mondial contre la guerre et le fascisme,,.
Contrairement à la plupart des autres exclus, il ne rallie pas le Parti d'unité prolétarienne mais se consacre exclusivement au Comité contre la guerre et le fascisme.
Réintégré à la SFIO en 1935, il est d'abord candidat aux élections municipales du quartier de Saint-Merri. Il se présente ensuite comme candidat SFIO aux législatives de 1936 à Villejuif : il obtient 10,4 % des voix dans cette circonscription où Paul Vaillant-Couturier est réélu dès le premier tour,.
Candidat l'année suivante à l'élection partielle provoquée par le décès de ce dernier, il ne parvient pas à mettre en difficulté le communiste Raymond Guyot,.
Membre de la tendance Gauche révolutionnaire, il est le responsable pour la région parisienne des amicales socialistes d'entreprises,. Il siège aussi au conseil d'administration du Populaire.
Peu de sources permettent de déterminer son attitude pendant la guerre, mais il participe, après la Libération, à la création du Parti socialiste démocratique qui, autour de Paul Faure, réunit des socialistes exclus de la SFIO pour leur attentisme ou leur sympathies collaborationnistes.
Il présente sa candidature aux élections législatives de 1946 dans le 3e secteur de Paris sous l'étiquette du Rassemblement Républicain Socialiste. Il meurt en 1946, à l'âge de 52 ans.
Il se marie en 1941 dans le 20e arrondissement de Paris. De son premier mariage, il a une fille née à Paris, Laurence (1912-1986) et un fils, Henri, (Condrieu 1914-Condrieu 1997), sera élu en 1977 maire de Condrieu sous l'étiquette du Parti socialiste,.

## Sources
- Michel Dreyfus, « Mallarte Jules », Le Maitron. Dictionnaire biographique du Mouvement ouvrier et du mouvement social,‎ 1er septembre 2009 (lire en ligne, consulté le 25 mai 2022)
- Alexandre Mallarte et Jean Vigreux, Jules Mallarte (1893-1946) : biographie d'un militant socialiste et pacifiste (Mémoire de Master), Université de Bourgogne, 2015
- Alexandre Mallarte, « Mallarte Henri, Eugène, Gabriel », Le Maitron. Dictionnaire biographique du Mouvement ouvrier et du mouvement social,‎ 1er novembre 2017 (lire en ligne, consulté le 25 mai 2022)

- Ressource relative à la vie publique :   - Maitron